# Hanti-Manszijszki járás
A Hanti-Manszijszki járás (oroszul Ха́нты-Манси́йский райо́н) Oroszország egyik járása Hanti- és Manysiföldön. Székhelye Hanti-Manszijszk.

## Népesség
- 2010-ben 19 362 lakosa volt, melyből 14 272 orosz, 1 787 hanti, 781 tatár, 684 ukrán, 260 baskír, 173 manysi, 170 német, 149 fehérorosz, 126 azeri, 112 csuvas stb.